# Rei (シンガーソングライター)
Rei（レイ、1993年〈平成5年〉2月5日 - ）は、日本のシンガーソングライター兼、ギタリスト。

## 略歴
兵庫県伊丹市生まれ。2歳の時にフランスで1年間住んだあと一度帰国し、その後はアメリカで小学校低学年まで過ごした。ニューヨークで4歳よりクラシック・ギターを始める。学校ではビッグバンドに所属してエレクトリック・ギターを弾いていたが、そこでデューク・エリントンなどのジャズ・ブルーズに初めて出会う。
帰国後、大阪のインターナショナル・スクールに入学。クラシック・ギターに専念してプロを目指すも、小学校の同級生に誘われ10歳でロックバンドを組み、ビートルズのカヴァーのほかオリジナル曲の演奏もはじめた。夏休みには親の故郷である鹿児島県を訪れ、美味しいものを食べ海で泳ぐことが好きな子供だった。バンドの傍ら大阪のブルーズ・コミュニティとも関わりを持ち、課外活動のような形で弾き語りを始める。神戸の音楽学校を経て17歳でソニー・ミュージックアーティスツと契約、それを機に上京。
2014年（平成28年）夏、長岡亮介にプロデュースを依頼しアルバム制作開始。長岡はプロデューサー然とせずミュージシャンとして関わり、相談しながら共に作品を作り上げた。同年10月、ライブ会場限定で1stミニアルバム『BLU』を発売開始。
2015年（平成27年）2月4日、「BLU」が全国リリースとなる。同年夏、フジロックフェスティバル、RISING SUN ROCK FESTIVAL、「ピーター・バラカン's Live Magic」など大型フェスに多数出演。中津川 THE SOLAR BUDOKANでは、堂珍嘉邦と高野寛、佐藤タイジとのセッションを披露。同年11月4日、セルフプロデュースによる2ndミニアルバム『UNO』をリリース。全曲の作詞作曲・アレンジ・プロデュースを行ったほか、演奏に関してもドラマーのHAZEとエンジニア以外は基本的にReiひとりの宅録から作られている。
2016年（平成28年）3月、インドネシア・ジャカルタで開催されたジャズフェスのJava Jazz Festival（英語: Java Jazz Festival）、アメリカ合衆国テキサス州オースティンで開催されたSXSW Music Festival、ニューヨークのジャパン・ソサエティーに出演。同年8月、RISING SUN ROCK FESTIVALでは中村達也直々の誘いを受け、中村やKenKenのSPEEDER-Xと急遽セッションした。同年9月21日、トリロジーの最終章となる3rdミニアルバム『ORB』をリリース。前作とは異なり、複数のゲスト・ミュージシャンを迎え、多くの生楽器を駆使して制作された。
2017年（平成29年）3月22日にリリースされたペトロールズのトリビュート・アルバム『WHERE, WHO, WHAT IS PETROLZ?』に、LOVE PSYCHEDELICOのNAOKIとTHE BAWDIESのROYとともに、それぞれのイニシャルを配したユニット・R'N'Rとして参加。同年7月、フランス・ベルフォールで開催されたロックフェスLes Eurockéennes（英語: Eurockéennes）に出演。同年10月、ニューヨークで開催されたTEDにて、日本人アーティスト初のライブパフォーマンスを披露する。
2018年（平成30年）7月13日、自身のレーベルであるReiny Recordsと共にユニバーサル ミュージックへ移籍し、同社内のレーベルとなることを発表した。同年11月7日、1stアルバム『REI』をリリース。 
2020年（令和2年）11月25日、2ndアルバム『HONEY』をリリース。 
2021年（令和3年）2月26日、1stアルバム『REI』収録の「International Edition」を、ユニバーサルミュージック傘下のVerve Forecastレーベルより全世界で配信リリース。同年10月15日、音楽仲間たちとのつながりを具現化するコラボレーションプロジェクト「QUILT」を始動し、その第1弾として藤原さくらと共作したシングル「Smile! with 藤原さくら」を配信リリース。
2024年（令和6年）3月、フェンダー・ストラトキャスター70周年を記念したスペシャル動画「Voodoo Child: Forever Ahead of Its Time」にナイル・ロジャースをはじめとした各国のアーティストと共演。
2025年（令和7年）2月9日、フェンダーより自身のシグネイチャー・モデルのギター「Rei Stratocaster R246」、ストラップ「Rei Signature Strap」、ピック「Rei Signature Picks」を発売。同年4月16日、ゲスト・ミュージシャンとして、シックのジェリー・バーンズやASA-CHANG&巡礼の後関好宏らが参加したデビュー10周年記念シングル「SODA!」を配信リリース。

## 人物
テレビ番組でギターを弾く女性を観たことで自らも演奏したくなり、後にギターを買ってもらい地元の音楽学校でギターを習う。もともとはクラシック・ギター奏者になると志したが、バンド活動を通しフロントマンとして曲を書き歌う内に、歌が中心にある音楽に興味を持ちシンガーソングライターを目指すようになった。
ブルーズに興味を持ったきっかけは、帰国後に同級生に誘われ初めて組んだ3ピースバンドで1960年代のロックンロールをカバーしたこと。それまで慣れ親しんだクラシック音楽とは異なり、譜面の音の並びに囚われない演奏をするアドリブ音楽を面白いと感じ、エリック・クラプトンからクリーム、クリームからロバート・ジョンソンという自然な流れでルーツを遡りロックからブルーズに変遷した。初めての楽曲制作はこの頃で、オリジナル曲の宅録と演奏も行っていた。
真空管にこだわりを持ち、使用アンプが全て真空管アンプであるだけでなく、真空管の収集もしている。
イラストが得意で、アルバムのアートワークやホームページのデザインは自ら手掛けている。
フィルムカメラにこだわりがあり、事務所の先輩として交流のあるBase Ball Bearの「シリーズ“三十一”」のアーティスト写真を撮影したことがある。
音楽以外では車に興味があり、ミニカーを集めている。音楽同様、シンプル且つそのものの本質が見えるものを嗜好し、ただ造形美としてデザインが美しいからという理由で60年代の国産軽トラを好む。
特技は英語だが、小学校4年生頃までは日本語が綺麗に話せずコンプレックスを感じていた。しかし、ブルーズやギターを通してなら初対面の人間とも会話ができるし繋がれることが分かり救われたという。

## 音楽性
ブルーズやクラシックなど古い音楽から多大な影響を受けている。しかし、単なる焼き直しでは意味がないと考えており、自分が素晴らしいと感じた要素を引き継いで伝えたいという気持ちを持っている。10代の頃から、若い女性がブルーズを歌っているということで「その歴史や背景をちゃんとわかって歌っているのか」と批判されることも多かった。しかし、英語が話せるため意味を理解した上で歌っている自負があり、虐げられた黒人の歌とだけ捉えられているブルーズのイメージを払拭したいとも考えている。
好きなミュージシャンは多岐に渡る。ブルーズではジョニー・ウィンター、ブラインド・ブレイク、J.B.ルノア、ブラインド・レモン・ジェファーソン、ジェイムズ・コットン、ホット・ツナ、ビッグ・ビル・ブルーンジー、ネオ・ソウルのハイエイタス・カイヨーテ。クラシックではレオ・ブローウェル。ポップスではジェフ・ラング、BECK、チューン・ヤーズ、ペトロールズなど。「例えばBECKのように、自分の名前がジャンル名のようになっている人」が目指すところに近いと語っている。
ギタリストとしては、ジョニー・ウィンターのエレキによるブルーズ・ギターに最も影響を受けた。他には長岡亮介、憂歌団の内田勘太郎、デレク・トラックス、ブライアン・セッツァー、ライ・クーダーなど。
歌詞は英語が主体だが、日本語詞については阿久悠、山崎まさよし、松任谷由実などの影響を受けている。日本への帰国後もしばらくは洋楽のみを聴き、海外デビューを考えていた。しかしその頃、日本語を上達させるために彼らの歌詞を読んだことで日本語で歌いたい気持ちが芽生え、日本でのデビューが目標となった。
日本文化からの影響については、「私にとってのthis is japanは、ミニマリズム。『一色』『一音』『一言』シンプルなもので、大きな世界を表現したい」と述べている。
ビートルズ『サージェント・ペパーズ・ロンリー・ハーツ・クラブ・バンド』、ザ・フー『クアドロフォニア（四重人格）』、イエス『フラジャイル（こわれもの）』のようなストーリーやコンセプトのあるアルバムに影響を受けてきた。

## パフォーマンス
ライブでの演奏スタイルは単独での弾き語りが多く、ギター演奏はフィンガー・ピッキングとサムピックを用いたカッティングを使い分けている。
アコースティック・ギターを演奏する際も、エレクトリック・ギターの様にペダルやギターアンプを通して鳴らしている。レコーディングではラップスティール、エレクトリックベース、キーボードも演奏する。ライブでオリジナル曲を演奏する時は、スライドバーを用いたボトルネック奏法や大胆なアドリブ演奏を加えて、原曲とは大幅に異なるアレンジとなっている。

## 評価
アルバムBLUを共同プロデュースした長岡亮介は「その小さな身体で大昔の音と現在の音、そして彼女自身の音を行き来する」と評している。ラジオで共演したピーター・バラカンは「このリズム感とパワーはどこから湧いてくるのか」と評している。

## 使用機材

### ギター
- Gibson LG-2（56年製）
- Fender Telecaster Thinline
- Fender Duo-Sonic II (66年製）
- Fender Stratocaster
- Fender Jazzmaster
- teisco del rey k-4l
- Rickenbacker 330
- Gibson ES-225[6]

など

## ディスコグラフィ

### 配信限定シングル
| 発売日         | タイトル                                                    | レーベル                                   |
| -------------- | ----------------------------------------------------------- | ------------------------------------------ |
| 2018年9月5日   | LAZY LOSER                                                  | Reiny Records/UNIVERSAL MUSIC              |
| 2019年9月18日  | Territory Blues                                             | Universal Classics&Jazz/UNIVERSAL MUSIC    |
| 2020年4月3日   | What Do You Want?                                           | Universal Classics&Jazz/UNIVERSAL MUSIC    |
| 2021年4月14日  | Categorizing Me (Intl. version) / Rei&Naz                   | UNIVERSAL MUSIC                            |
| 2021年4月26日  | Lonely Dance Club (Intl. version) / Rei&SOIL&"PIMP"SESSIONS | UNIVERSAL MUSIC                            |
| 2021年10月15日 | Smile! / Rei&藤原さくら                                     | UNIVERSAL MUSIC                            |
| 2021年12月10日 | Don’t Mind Baby / Rei&長岡亮介                              | UNIVERSAL MUSIC                            |
| 2022年2月18日  | ぎゅ / Rei&細野晴臣                                         | Universal Classics&Jazz/UNIVERSAL MUSIC    |
| 2023年10月18日 | Sunflower                                                   | UNIVERSAL MUSIC                            |
| 2025年4月16日  | SODA!                                                       | Universal Classic & Jazz / UNIVERSAL MUSIC |

### 参加作品
- 蜜 「ジャンビーノ」（2015年、「剥き出しの実録」収録 -ギター
- 東京スカパラダイスオーケストラ「Black Banana」「my mama」（2016年、「トーキョースカジャンボリーvol.6/2016.8.6」収録 -ボーカル・ギター）
- チャラン・ポ・ランタン 「夢ばっかり」（2017年、『トリトメナシ』収録） - 編曲・ギター・コーラス
- 片平里菜 「サムライソウル」（2017年、「ウルフルズTribute 〜Best of Girl Friends〜」収録） - ギター
- 関取花 「もしも僕に」「平凡な日々」（2017年、「君によく似た人がいる」収録） - ギター
- トリビュート「表現」（2017年、「WHERE, WHO, WHAT IS PETROLZ?」収録） - ボーカル・ギター、R'N'R名義
- かせきさいだぁ「常夏ココナッツ」（2017年、「ONIGIRI UNIVERSITY」収録 -ギター・コーラス）
- DJみそしるとMCごはん「エプロンボーイ」（2018年、「エプロンボーイのさしすせそ」収録 -ギター）
- 冨田ラボ「POOLSIDEDELIC」（2018年、「M-P-C」収録 -ギター・ボーカル）
- マテリアルクラブ「Amber Lies」（2018年、「マテリアルクラブ」収録 -英詞監修）
- PlayStation 4 Lineup Music Video「PLAY IN DA HOUSE」（2019年、Web公開 -ギター・ボーカル）[31]
- 土岐麻子「美しい顔」「That Summer」（2019年、「Passion Blue」収録 -英詞監修）
- Schroeder-Headz「Northern Lights」（2019年、「ゲスト・スイート」収録 -作詞、ボーカル・ギター）
- 奥田民生「ホッカイカンタビレ」（2019年、「Rising Sun OT Festival 2000-2019」収録 -ボーカル・ギター）
- 細野晴臣「Pistol Packin’ Mama」「Rei Medley」（2019年、「HOSONO HARUOMI 50th Special Concert」収録 -ボーカル・ギター）
- iri「Freaking」（2019年、「Sparkle」収録 -ギター）
- Various Artists「Jumpin’ Jack Jive」（2021年、「What a Wonderful World with Original Love?」収録 -ボーカル・ギター、斉藤和義と共演）
- a flood of circle「I’m Alive」（2021年、「GIFT ROCKS」収録 -作詞・作曲・ギター・コーラス）
- 粗品「乱数調整のリバースシンデレラ」（2021年、配信シングル-ギター）
- 粗品「大好きな太鼓の音」（2021年、配信シングル-ギター）
- Liyuu「BLUE ROSE」（2022年、「Fo(u)r YuU」収録 -作詞・作曲・ギター）
- 東京ゲゲゲイ「破壊ロマンス」（2023年、「破壊ロマンス」収録 -ギター）
- RHYMESTER「My Runway feat. Rei」（2023年、「Open The Window」収録 -作詞・作曲・ギター）

## ミュージックビデオ
| 公開日     | 監督           | 曲名                               | 備考 |
| ---------- | -------------- | ---------------------------------- | ---- |
| 2022/04/27 | Yoshiharu Seri | CRAZY! CRAZY! with 東京ゲゲゲイ    |      |
| 2023/11/01 |                | Sunflower                          |      |
| 2023/11/15 | 大久保拓朗     | Love is Beautiful with Ginger Root |      |

## タイアップ
| 曲名                         | タイアップ                                                                                             | 収録作品    |
| ---------------------------- | --- | ----------- |
| Long Way to Go               | 「三越伊勢丹キャンペーン：これがわたしのthis is japan」                                                | BLU         |
| POTATO                       | NHK-FM「ミュージックライン」2015年10・11月度オープニング・テーマ曲                                     | UNO         |
| COCOA                        | ミュゼプラチナム 2017年度CMソング                                                                      | ORB         |
| Moshi Moshi                  | BS12「ハワイに恋して2」2017年度オープニング・テーマ曲                                                  | CRY         |
| New Days                     | 神戸・甲陽音楽&ダンス専門学校 2018年度CMソング                                                         | FLY         |
| Silver Shoes                 | COUNT DOWN TV2018年11月エンディング・テーマ曲                                                          | REI         |
| Territory Blues              | ハーレーダビッドソン『FREEDOMフリーダム PROMISEプロミス』2020年度テレビ・ラジオCMソング                | SEVEN       |
| Tumblin' / Lonely Dance Club | 『あざとくて何が悪いの?』（テレビ朝日）オープニング・テーマ曲                                          | CRY / HONEY |
| UR Goin’                     | リコー「働き方革命 現場編」CMソング                                                                    | SEVEN       |
| What Do You Want?            | 「モード学園」2020年度CMソング                                                                         | HONEY       |
| CHOTTO CHOTTO with CHAI      | TOKYO MX 「アキラくん」主題歌                                                                          | QUILT       |
| Smile! with 藤原さくら       | 映画「それいけ!ゲートボールさくら組」主題歌                                                            | QUILT       |
| SODA!                        | 『第40回マイナビ 東京ガールズコレクション 2025 SPRING/SUMMER』「microwave ファッションショー」使用楽曲 |             |

## 出演

### ラジオ
- MUSIC APPLE –Rei edition- “ReiのCReiZY RADIO”（2017年7月 - 2018年6月、兵庫エフエム放送[33]）
- GIFU JAM Rei Times（2020年12月[注釈 8]、エフエム岐阜[34]）
- E∞Ｔracks Selection “Reiのギタレディオ"（2021年 - 、エフエム大阪[35]）

### テレビ
- MBS SONG TOWN（2016年12月15日、毎日放送[注釈 9]）
- Takanori Music Revolution（2017年2月27日、フジテレビNEXT[注釈 10]）
- バナナ♪ゼロミュージック（2017年7月1日、NHK総合）
- NAOMIの部屋（2017年9月17日、NHK総合）
- J-MELO（2019年1月19日、NHKワールドTV）
- 関ジャム 完全燃SHOW（2019年3月31日、2022年1月23日[注釈 11]、テレビ朝日）
- the Covers（2020年3月29日、NHK-BS）
- ミュージックステーションウルトラSUPER LIVE 2020（2020年12月25日、テレビ朝日）
- クラシックTV（2022年2月10日、NHK教育テレビジョン）
- タモリ倶楽部（2022年7月22日[注釈 12]、2023年2月10日[注釈 13]、テレビ朝日）
- 見っどナイト（2023年5月19日、2025年6月21日、KTS鹿児島テレビ）

### テレビドラマ
- ミワさんなりすます（2023年10月16日 - 、NHK総合） - ゆき 役[36][37]

## 連載
- ギター・マガジン - コラム「Rei's Reiny Monday」連載（2016年3月号～）
- Player - コラム「Rei’s Maple Leaf Rag」連載（2020年2月号～）
- Mikiki - コラム「Rei’s Repeat Repeat」連載（2021年5月～）

## 受賞・ノミネート歴
- Queens College Cultural Heritage Competition 1999 審査員賞[23]
- 第3回大阪国際音楽コンクール インファント部門 金賞[23]
- 第36回日本ギターコンクール 高校生部門 金賞[23]
- ソニー・ミュージックアーティスツ主催 第1回コトビキ・オーディション ファイナリスト[23]
- ミュージック・ジャケット大賞2016　ノミネート[注釈 14][23]
- 2020 MTV EMA ベスト・ローカル・アクト賞　ノミネート
- Forbes JAPAN “Forbes JAPAN UNDER 30” 受賞